# شارني زول نورمان
شارني زول نورمان (بالإنجليزية: Sharnee Zoll-Norman)‏ مواليد 11 يوليو 1986 في فيلادلفيا، هي لاعبة كرة سلة أمريكية. تم اختيارها من قبل فريق لوس أنجلوس سباركس خلال الدرافت. لعبت مع مينيسوتا لينكس وشيكاغو سكاي.

## روابط خارجية
- شارني زول نورمان على موقع الاتحاد الدولي لكرة السلة (الإنجليزية)
- شارني زول نورمان على موقع الاتحاد الوطني لكرة السلة النسائية (الإنجليزية)
- شارني زول نورمان على موقع كرة السلة الأوروبية.كوم (الإنجليزية)
- شارني زول نورمان على موقع كلية كرة السلة في سبورتس رفرنس.كوم (الإنجليزية)
- شارني زول نورمان على موقع بروبوليرز (الإنجليزية)
- شارني زول نورمان على موقع سبورتس رفرنس (الإنجليزية)